# Maurice Gaidon
Maurice-Adolphe Gaidon (* 17. Januar 1928 in Dijon; † 14. November 2011 ebenda) war ein französischer Geistlicher und römisch-katholischer Bischof von Cahors.

## Leben
Maurice Gaidon studierte Literaturwissenschaften an der Universität von Burgund. Er galt als erstklassiger Pianist und wurde mit dem ersten Preis im Fach Klavier am Conservatoire de musique de Dijon ausgezeichnet. Nach seinem Literatur-Diplom trat er in das Priesterseminar in Dijon ein und studierte an der Katholischen Universität Lyon Philosophie und Theologie. Am 29. Juni 1956 empfing er die Priesterweihe für das Erzbistum Dijon. Von 1957 bis 1960 war er Präfekt am Kleinen Seminar in Flavigny-sur-Ozerain und war ab 1960 Vikar in der Pfarrei Herz-Jesu, Dijon. 1962 übernahm er die Professur für Fundamentaltheologie am Priesterseminar in Dijon und war von 1966 bis 1973 dessen Superior.
Papst Paul VI. ernannte ihn am 13. August 1973 zum Titularbischof von Sebarga und zum Weihbischof in Besançon. Der Bischof von Dijon, André Charles de la Brousse, spendete ihm am 30. September 1973 die Bischofsweihe; Mitkonsekratoren waren Marc-Armand Lallier, Erzbischof von Besançon, und Bernardin Gantin, Sekretär der Kongregation für die Evangelisierung der Völker. Vom Amt des Weihbischofs in Besançon trat er im September 1974 zurück und wurde von Papst Paul VI. zum Wallfahrtsdirektor von Paray-le-Monial ernannt; Gaidon hatte bereits seit Anfang der 1970er Jahre Kontakt zu der katholischen Bewegung Gemeinschaft Emmanuel.

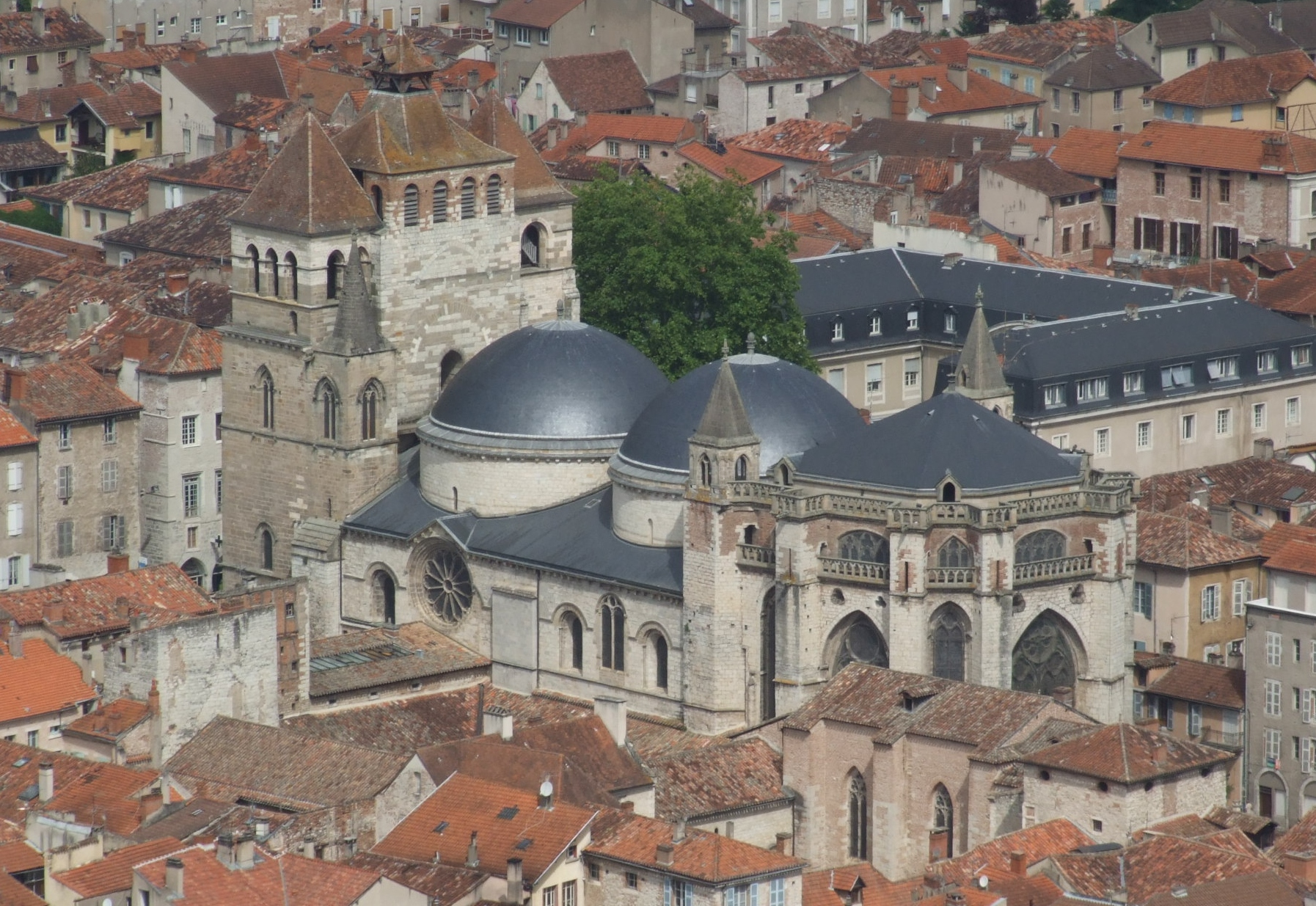
Cathédrale Saint-Étienne de Cahors

Am 20. Mai 1977 berief ihn Paul VI. zum Weihbischof in Autun; am 20. Januar 1987 ernannte ihn Papst Johannes Paul II. zum Bischof von Cahors.
Papst Johannes Paul II. nahm am 4. Februar 2004 sein altersbedingtes Rücktrittsgesuch an, gleichwohl engagierte er sich für das Heiligtum Unserer Lieben Frau von Rocamadour (Notre Dame de Rocamadour). Er war Mitglied des Ständigen Ausschusses für Wirtschaft der Französischen Bischofskonferenz (CEF). Er war Berater des Päpstlichen Rats für die Kultur. 2006 spendete er die Priesterweihe bei der Priesterbruderschaft St. Petrus in Wigratzbad.
Maurice Gaidon wurde am 21. November 2011 in der Kathedrale Saint-Étienne in Cahors bestattet.

## Schriften
- La spiritualité du Sacré Coeur in: Collection Prières de tous les temps, numéro 34, 1999
- Un Dieu Au Cur Transperce, Editions Saint-Paul 1980, ISBN 978-2850491962
- Pretre, Selon Le Coeur De Dieu, Mediaspaul 1986, ISBN 978-2712202675
- L'Eucharistie, soleil de Dieu, Editions de l'Emmanuel 2005, ISBN 978-2915313321
- Un évêque français entre crise et renouveau de l'Eglise, Editions de l'Emmanuel 2007, ISBN 978-2353890064 (Memoiren)